# Dernacueillette
Dernacueillette är en kommun i departementet Aude i regionen Occitanien  i södra Frankrike. Kommunen ligger  i kantonen Mouthoumet som ligger i arrondissementet Carcassonne. År 2022 hade Dernacueillette 44 invånare.

## Befolkningsutveckling
Antalet invånare i kommunen Dernacueillette
Referens: INSEE